# Smilax astrosperma
Smilax astrosperma är en enhjärtbladig växtart som beskrevs av Fa Tsuan Wang och Tang. Smilax astrosperma ingår i släktet Smilax och familjen Smilacaceae. Inga underarter finns listade.